# Kilian (Kupferstecher)
Kilian hieß eine Familiendynastie von Künstlern, Kupferstechern und Verlegern, die vom 16. bis zum 18. Jahrhundert in Augsburg gewirkt hat.

## Genealogie

Der dreifache „Kilhase“, Wappen des Stammvaters Bartholomäus Kilian

- Bartholomäus (1548–1587/88), Goldschmied aus Schlesien
  - Lucas (1579–1637), Sohn von Bartholomäus, Zeichner und Kupferstecher
  - Wolfgang (1581–1663), Bruder des Vorigen, Maler und Kupferstecher
  - Magnus, wahrscheinlich ein Bruder der Vorigen, Maler
    - Johann (1623–1697), Sohn von Wolfgang, Goldschmied
    - Philipp (1628–1693), Bruder des Vorigen, Zeichner und Kupferstecher
    - Bartholomäus (1630–1696), Bruder der Vorigen, Zeichner und Kupferstecher
      - Wolfgang Philipp (1654–1732), Sohn von Philipp, Kupferstecher
      - Jeremias (1666–1730), Bruder des Vorigen, Kupferstecher
        - Johann Jacob (1678–1705), Sohn von Wolfgang Philipp, Kupferstecher
        - Marcus Philipp (1679–1715), Bruder des Vorigen, Kupferstecher
        - Johann Friedrich (1681–1747), Bruder der Vorigen, Gold- und Silberschmied
        - Georg (1683–1745), Bruder der Vorigen, Maler und Kupferstecher
        - Paul (1687–1718), Bruder der Vorigen, Kupferstecher
          - Georg Christoph (1709–1781), Sohn von Georg, Verleger und Kupferstecher
          - Philipp Andreas (1714–1759), Bruder des Vorigen, Zeichner und Kupferstecher
          - Johann (1716–1744), Bruder der Vorigen, Kupferstecher
            - Georg Martin (1739–1760), Sohn von Philipp Andreas, Kupferstecher

## Porträts

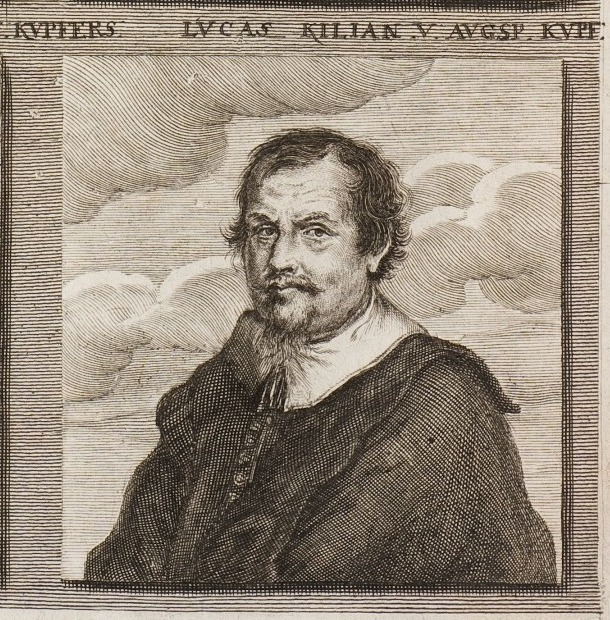
Lucas Kilian (1579–1637)
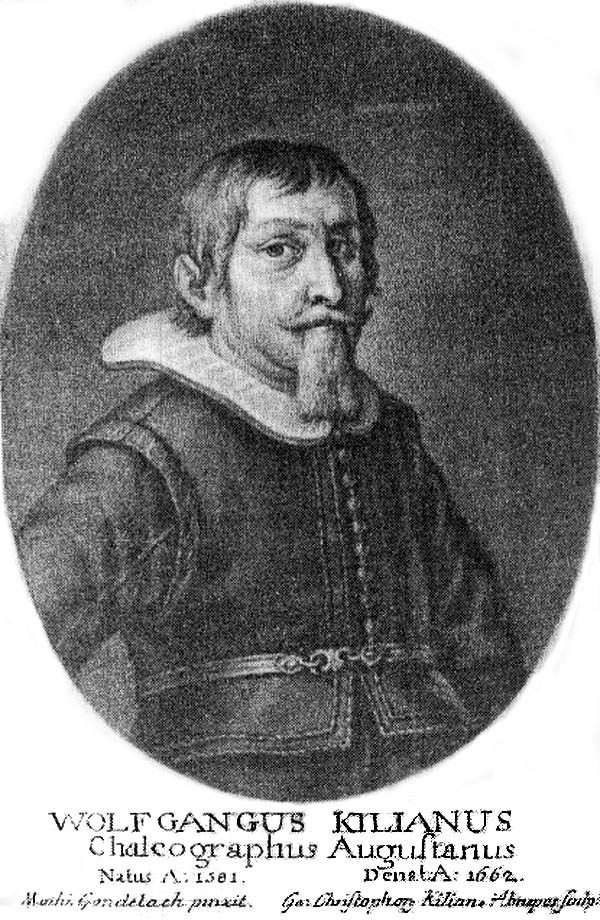
Wolfgang Kilian (1581–1663)
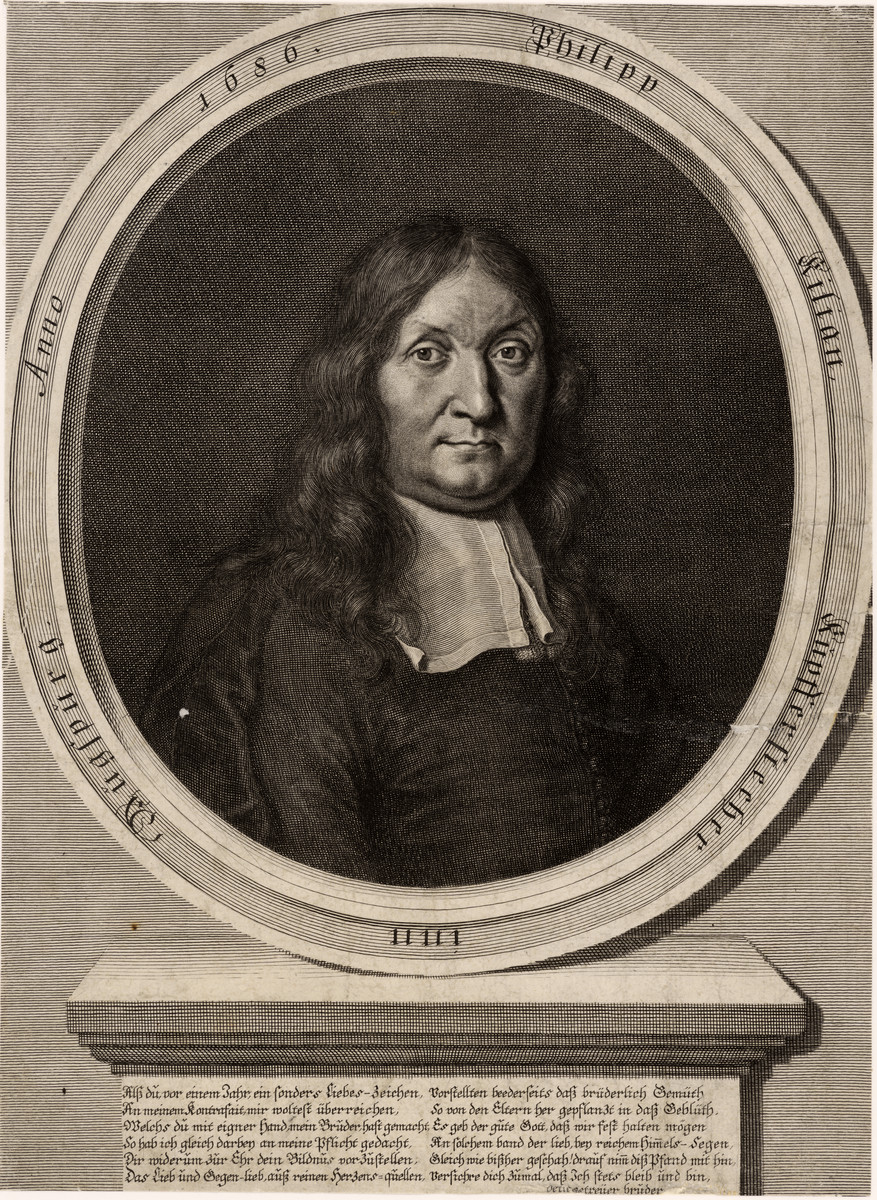
Philipp Kilian (1628–1693)
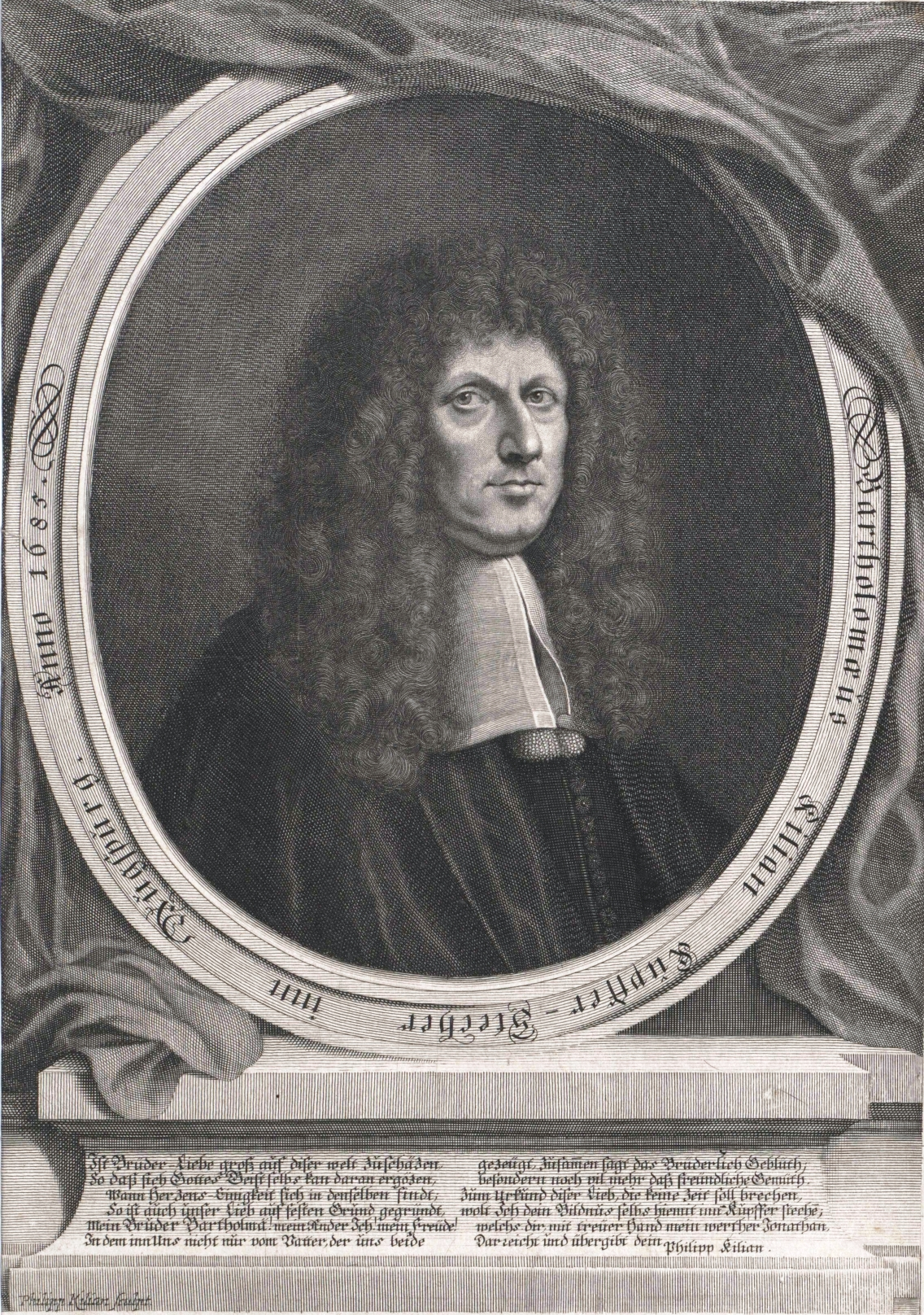
Bartholomäus Kilian (1630–1696)
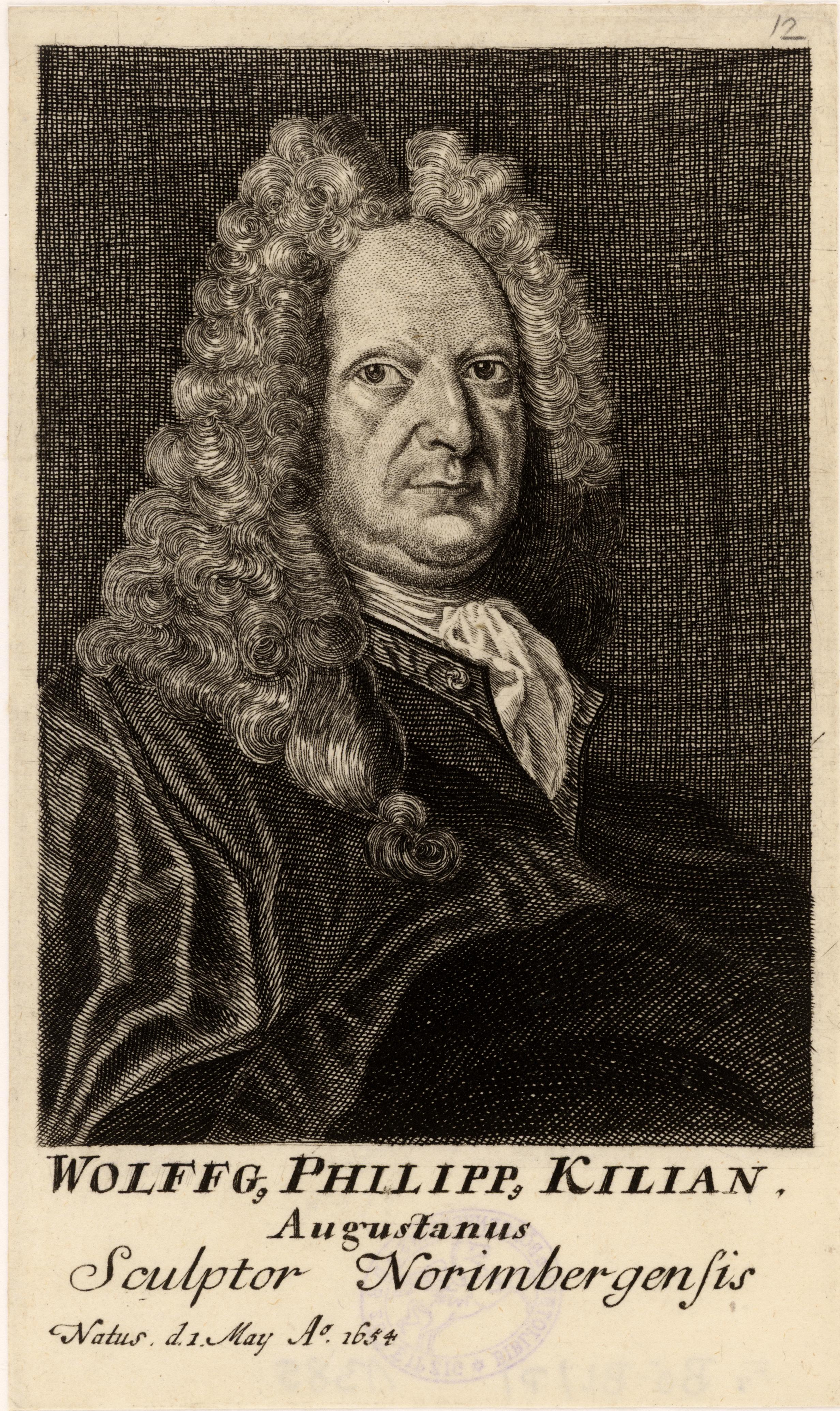
Wolfgang Philipp Kilian (1654–1732)
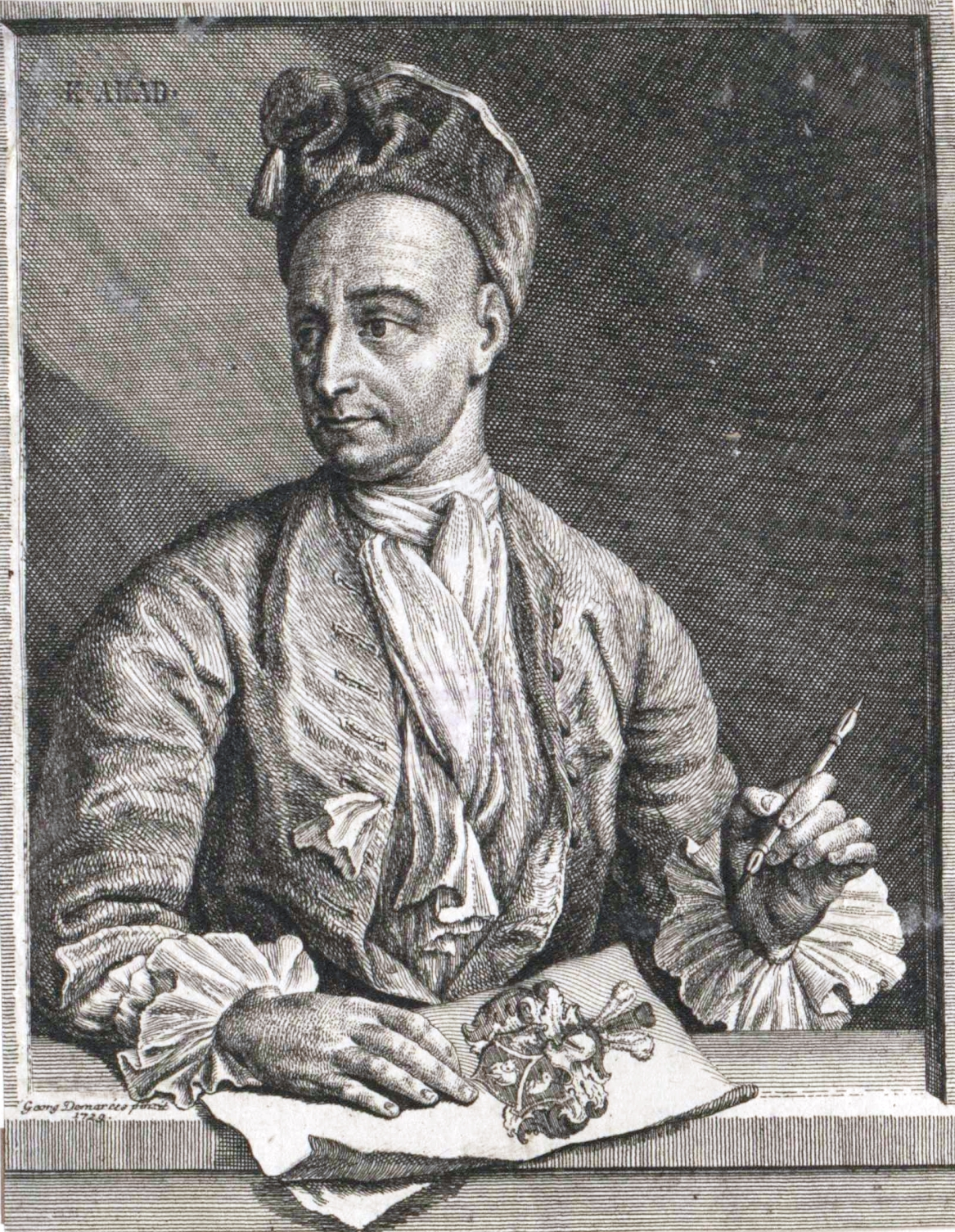
Georg Kilian (1683–1745)
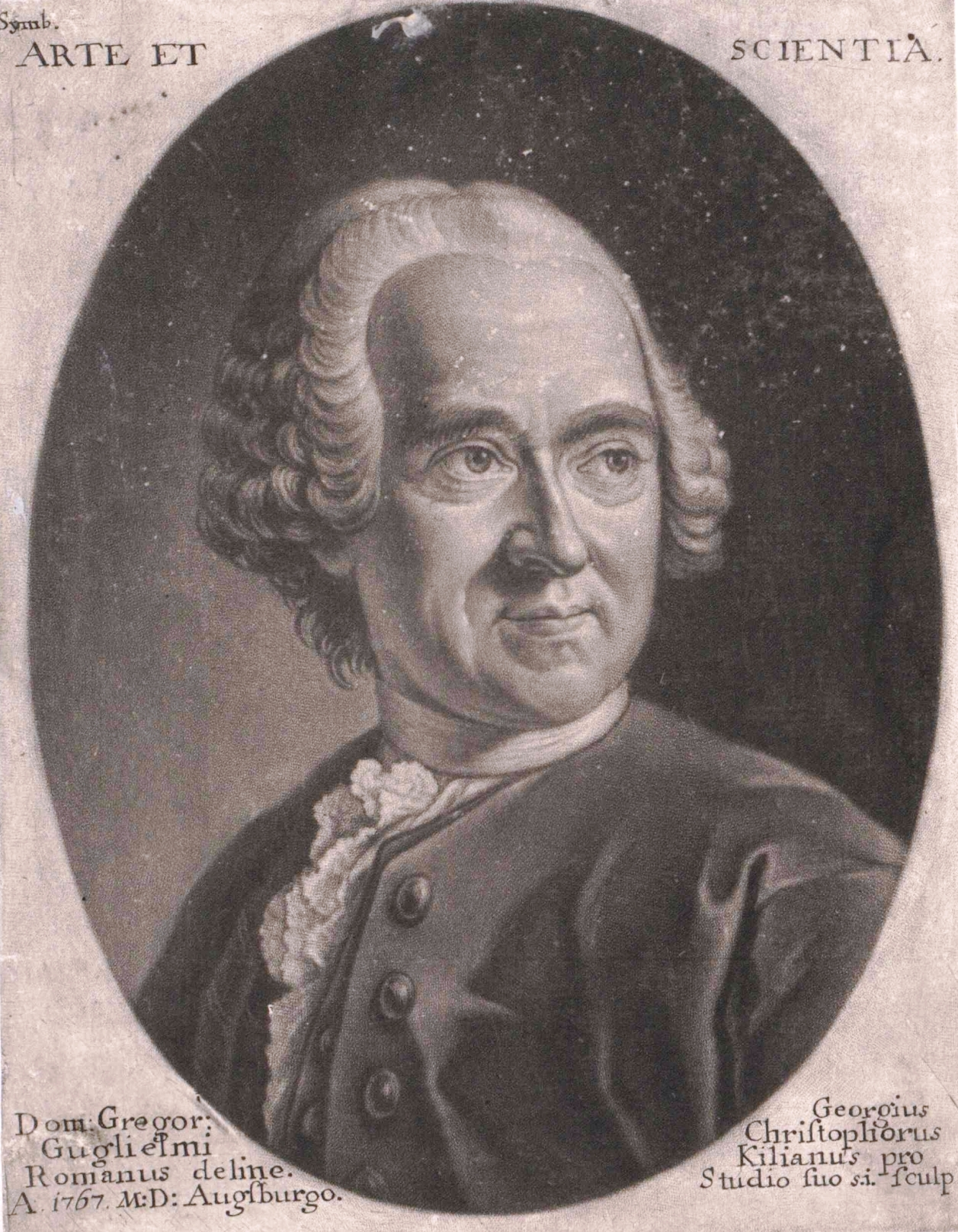
Georg Christoph Kilian (1709–1781)
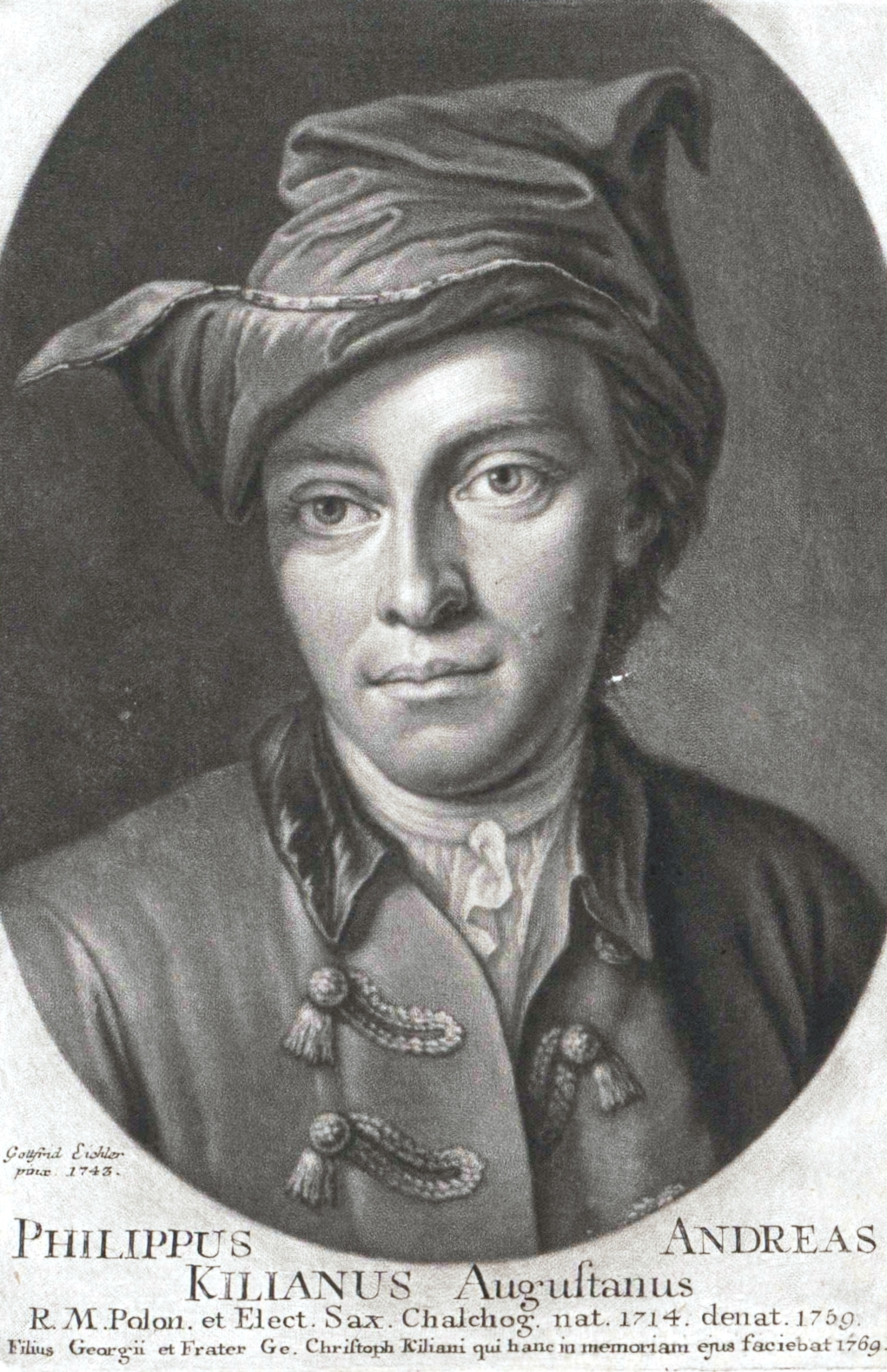
Philipp Andreas Kilian (1714–1759)